# Per Öberg (handbollsspelare)
Per Gunnar Öberg, född 3 juni 1962 i Skövde, är en svensk tidigare handbollsspelare.
Öberg spelade 42 landskamper och gjorde 71 mål för Sveriges landslag. Han deltog vid två mästerskap, OS 1984 i Los Angeles och VM 1986 i Schweiz. Vid OS 1984 slutade Sverige på femte plats. Öberg spelade i tre av lagets sex OS-matcher och gjorde ett mål. Vid VM 1986 slutade Sverige på fjärde plats.
Öberg spelade totalt tolv säsonger i högsta ligan (Allsvenskan/Elitserien), i Västra Frölunda IF och de sista åren i IK Sävehof. Säsongen 1987/1988 vann han Allsvenskans skytteliga med 142 gjorda mål. Totalt gjorde han över 1 000 mål i högsta ligan. Spelarkarriären avslutades med spel för Alingsås HK i division 1.

## Klubbar
- Västra Frölunda IF (–1988)
- IK Sävehof (1988–1991)
- Alingsås HK